# Air Force One

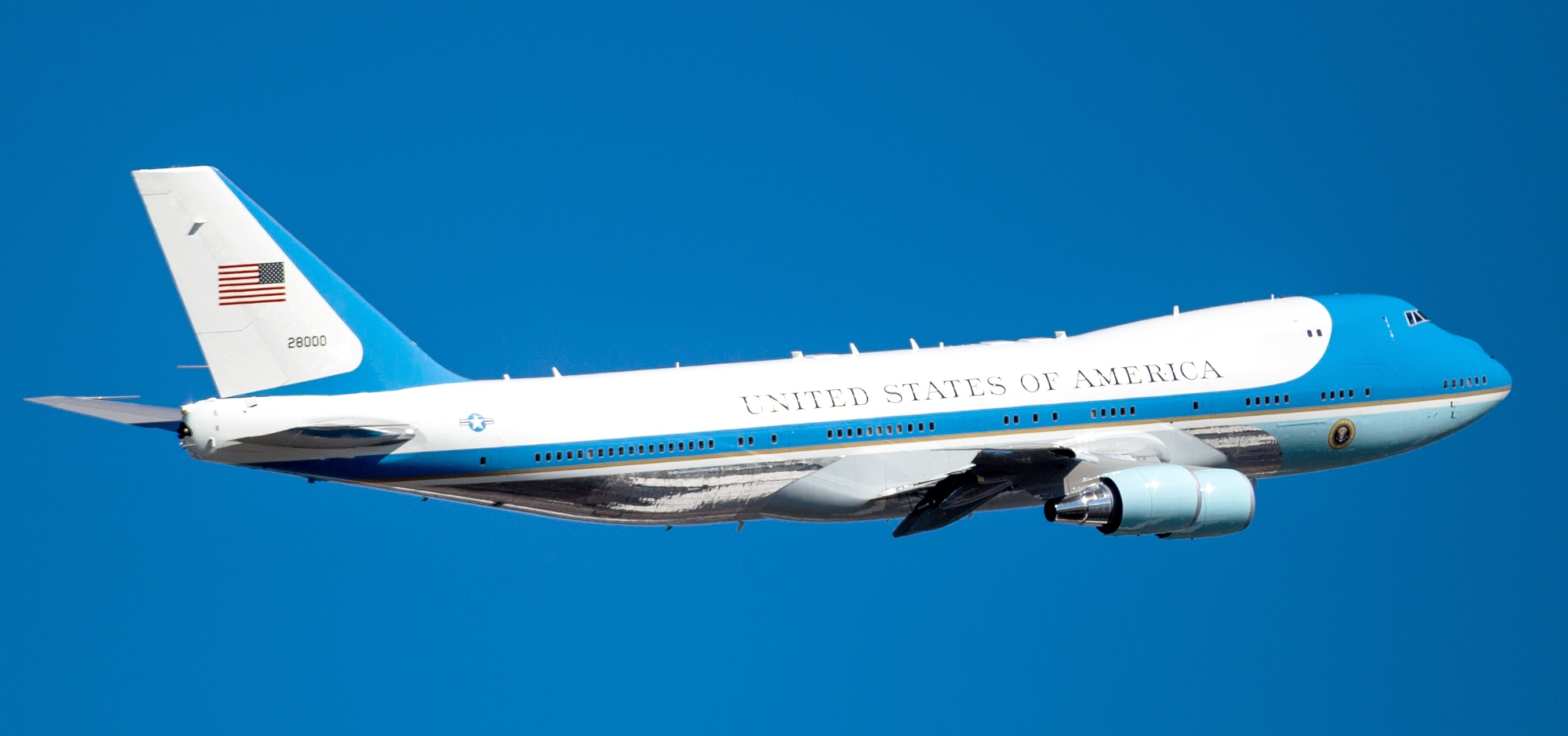
VC-25A, najczęściej pełniący funkcję Air Force One

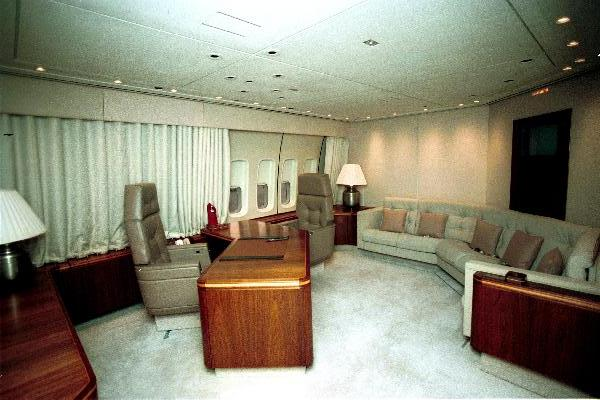
Osobisty gabinet prezydenta na pokładzie Air Force One (1990)

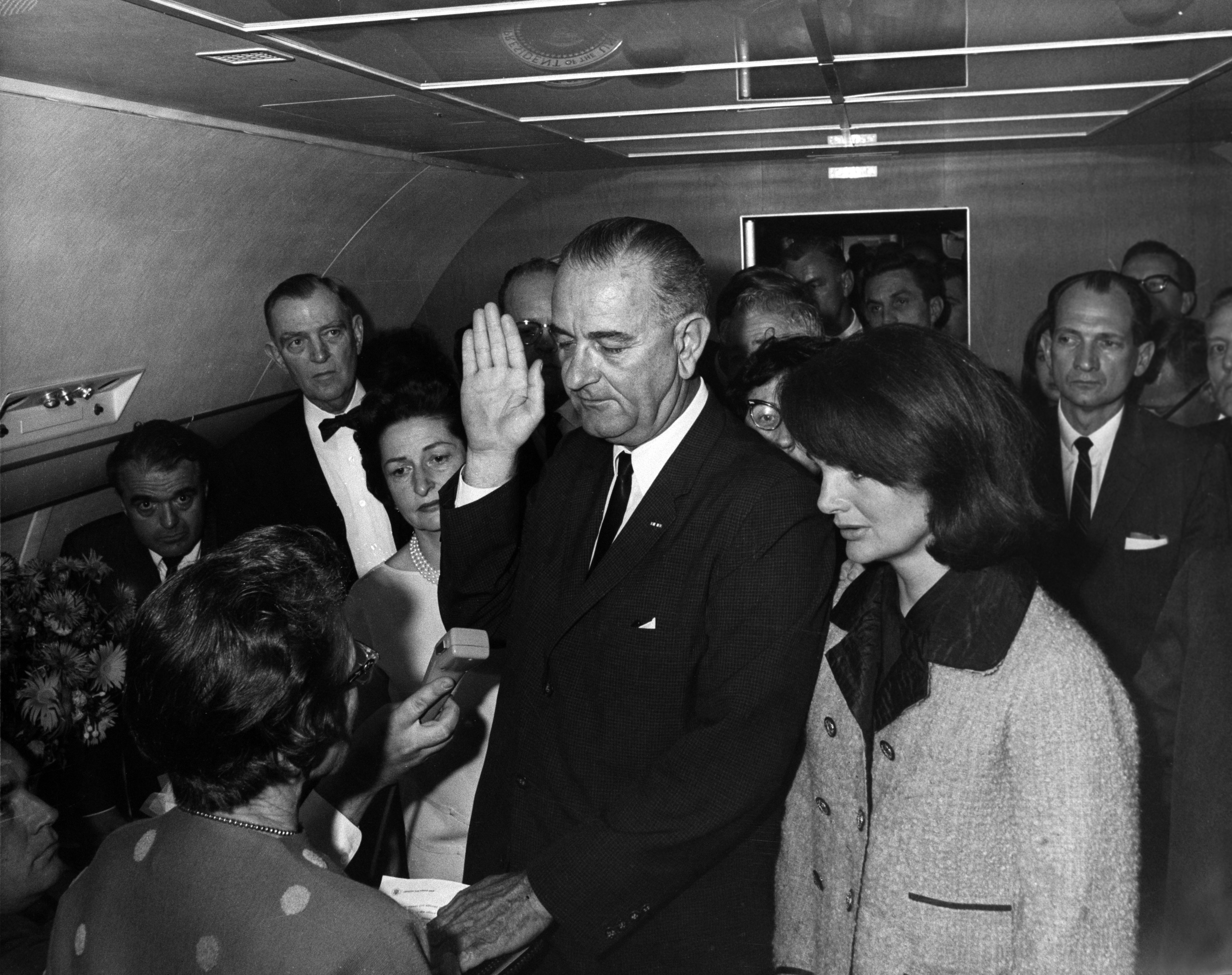
Lyndon Johnson składa przysięgę prezydencką na pokładzie Air Force One po zabójstwie Johna F. Kennedy’ego

Air Force One – kryptonim nadawany każdemu samolotowi amerykańskich sił powietrznych, na którego pokładzie znajduje się urzędujący prezydent Stanów Zjednoczonych.

## Zastosowanie
Samolot uzyskuje kryptonim Air Force One tylko wtedy, kiedy na jego pokładzie znajduje się aktualnie urzędujący Prezydent Stanów Zjednoczonych. Procedurę wprowadzono po tym, jak w 1953 roku samolot prezydenta Eisenhowera o numerze bocznym 8610 i zawołaniu Air Force 8610 podczas komunikacji radiowej z kontrolą naziemną mógł zostać pomylony z lotem cywilnym Eastern 610. Gdy Richard Nixon musiał ustąpić po aferze Watergate, odleciał z bazy Andrews. W momencie kiedy Gerald Ford złożył prezydencką przysięgę, samolot, którym leciał jeszcze Nixon stracił kryptonim Air Force One. Nad Jefferson City w stanie Missouri pilot dotychczasowego "Air Force One" poprosił kontrolę ruchu lotniczego o zmianę znaku wywoławczego na Sierra Alpha Mike (SAM) 27000, na co kontroler odpowiedział "Przyjąłem, Sierra Alpha Mike 27000, powodzenia dla prezydenta".
Poprzez lata Air Force One odgrywał znaczącą rolę w historii i stał się symbolem prezydenckiej władzy, podobnie jak Biały Dom czy posiadłość Camp David na zalesionym terenie w stanie Maryland.
22 listopada 1963 na pokładzie Air Force One prezydent John F. Kennedy podróżował do Dallas w Teksasie, gdzie został zamordowany. Tego samego dnia w tym samolocie wiceprezydent Lyndon B. Johnson złożył prezydencką przysięgę. Tym samym samolotem leciał do Chin z historyczną wizytą prezydent Richard Nixon.
Siły powietrzne Stanów Zjednoczonych (USAF) posiadają dwa samoloty VC-25A, o numerach 28000 i SAM 29000 o tym przeznaczeniu. Są to zrobione na zamówienie i specjalnie przystosowane wersje cywilnych samolotów Boeing 747-2G4B „Jumbo Jet”.
Te dwa „Jumbo Jety” znajdują się w hangarze numer 19 w bazie Sił Powietrznych USA Andrews w stanie Maryland. Prezydent często, np. by dostać się z Białego Domu do Andrews, używa innych środków transportu lotniczego: śmigłowiec Korpusu Piechoty Morskiej Stanów Zjednoczonych (US Marines) nosi wówczas kryptonim Marine One. Analogicznie samolot wojsk lądowych określa się kryptonimem Army One, samolot marynarki wojennej Navy One, a samolot cywilny Executive One. Kiedy samolotem leci prezydencka rodzina, wówczas nadaje mu się nazwę Executive One Foxtrot. Analogicznie, samolotowi amerykańskich sił powietrznych, na którego pokładzie znajduje się wiceprezydent Stanów Zjednoczonych nadaje się kryptonim Air Force Two.
Wystrój wnętrza samolotu jest całkowicie zmieniony i przystosowany do spełniania potrzeb prezydenta. Są w nim luksusowe sypialnie, gabinety, dwie kuchnie, ale także sala operacyjna i dobrze wyposażona apteka. Każda z maszyn jest naszpikowana sprzętem komunikacyjnym, mają własne centrale telefoniczne, mogą także spełniać rolę latającego centrum dowodzenia na wypadek zmasowanego ataku atomowego. Jest także miejsce dla prezydenckiej rodziny, części personelu Białego Domu i dla przedstawicieli mediów.
Ze szczegółów militarnych wiadomo, że Air Force One jest chroniony przed atakiem rakietami ziemia-powietrze lub powietrze-powietrze i może być tankowany w powietrzu.

## Samoloty
Pierwszym samolotem, który używał zawołania Air Force One był Lockheed VC-121A-LO Constellation ochrzczony Columbine II używany w latach 1953-1954 przez Dwighta D. Eisenhowera. Zastąpił go VC-121E Columbine III. W latach 1956–1960 Eisenhower używał także dwóch lekkich Aero Commanders U-4B, ostatnich samolotów tłokowych w tej roli. W 1959 dostarczono trzy odrzutowce Boeing 707-153 (oznaczenie wojskowe VC-137A, po modernizacji VC-137B) o numerach SAM 970, 971, 972.
W 1961 roku, za kadencji Johna F. Kennedy’ego, zakupiono nowego Boeinga 707-353B, oznaczenie VC-137C, o numerze SAM 26000. Był pierwszym samolotem, który otrzymał aktualne biało-błękitne malowanie i pieczęć prezydenta na burcie. W 1972 podczas urzędowania Richarda Nixona zastąpił go identyczny egzemplarz o numerze SAM 27000. W 1990 roku za kadencji George H.W. Busha dostarczono dwa zmodyfikowane Boeingi 747-2G4B, oznaczone VC-25A o numerach SAM 28000 i 29000. Pierwszy lot VC-25A w roli Air Force One wykonał 6 września 1990 roku. 
SAM 26000 służył jako samolot rezerwowy, aż do 1998 roku, transportując jako ostatniego prezydenta Billa Clintona, samolot trafił później do muzeum sił powietrznych. SAM 27000 wykorzystywano do 2001, kiedy po raz ostatni transportował prezydenta George W. Busha, od 2005 jest eksponatem w bibliotece Ronalda Reagana. 
W 1998 roku dla zastąpienia VC-137 dostarczono sześć Boeingów C-32, używanych jako samolot rezerwowy prezydenta oraz do transportu wiceprezydenta, sekretarza stanu, pierwszej damy i pozostałych VIP-ów.
29 stycznia 2015 roku USAF wybrał samoloty Boeing 747-8 Intercontinental jako następcę VC-25A.

## Odniesienia w kulturze popularnej
- Air Force One to także fabularny film akcji z 1997 z Harrisonem Fordem w roli głównej.
- Air Force One to również linia butów koszykarskich marki Nike.